# Vojkovići (Istočna Ilidža)
Pour les articles homonymes, voir Vojkovići.
Vojkovići (en serbe cyrillique : Војковићи) est un village de Bosnie-Herzégovine. Il est situé dans la municipalité d'Istočna Ilidža, république serbe de Bosnie.